# Cheng I-ching
Cheng I-ching Chinees: 鄭怡靜 (Tainan, 15 februari 1992) is een Taiwanees professioneel tafeltennisster. Ze speelt rechtshandig, met de shakehandgreep. Cheng is haar achternaam.
Zij vertegenwoordigde haar land op de Olympische Zomerspelen van 2016 en 2020 en won op laatstgenoemde spelen brons op de gemengd dubbel met Lin Yun-ju.

## Belangrijkste resultaten
- Zilver op de gemengd dubbel op de wereldkampioenschappen 2017 in Düsseldorf met Chen Chien-an.
- Brons op de gemengd dubbel op de wereldkampioenschappen 2021 in Houston met Lin Yun-ju.
- Brons op de gemengd dubbel op de Olympische Zomerspelen 2020 in Tokio met Lin Yun-ju.
- Brons met het team op de wereldkampioenschappen 2022 in Chengdu.
- Brons met het team op de wereldkampioenschappen 2016 in Kuala Lumpur.